# Геј игре
Геј игре су културни и спортски догађај на којем сви могу учествовати али је првобитно био одобрен само атлетама, уметницима, гејевима, лезбијкама, бисексуалцима и трансродним особама. Догађај је основан од стране америчког олимпијца, доктора и десетобојца Тома Вадела. Прве Геј игре су одржане 1982. године у Сан Франциску.

## Историја
Геј игре су основане од стране америчког олимпијца, доктора и десетобојца Тома Вадела. Прве Геј игре су одржане 1982. године у Сан Франциску и окупиле су 1 350 учесника. Догађај се одржава сваке четврте године као и олимпијске игре и испраћен је од стране Федерације Геј игара. На играма су присутни спортисти из Русије, Египта и Саудијске Арабије, земаља у којима су ЛГБТ+ групе у тотално обесправљеном положају. На Геј играма право такмичења имају и стрејт особе, заправо сви људи добре воље који на тај начин подржавају ЛГБТ+ популацију и заступају њихова права на једнакост. Следеће Геј игре одржаће се у Хонгконгу 2022. године чиме ће постати први азијски град који ће бити домаћин овог догађаја.

## Домаћини Геј игара
| Година | Град          | Датум                           | Учесници        |
| ------ | ------------- | ------------------------------- | --------------- |
| 1982   | Сан Франциско | Од 28. августа до 02. септембра | 1 350           |
| 1986   | Ванкувер      | Од 10. августа до 17. августа   | 3 500           |
| 1990   | Сан Франциско | Од 04. августа до 11. августа   | 8 800           |
| 1994   | Њујорк        | Од 18. до 22. јуна              | 12 500          |
| 1998   | Амстердам     | Од 1. до 08. августа            | 12 500          |
| 2002   | Сиднеј        | Од 2. до 09. новембра           | 13 000          |
| 2006   | Чикаго        | Од 15. до 22. јула              | 11 700          |
| 2010   | Келн          | Од 31. јула до 06. августа      | 9 500           |
| 2014   | Кливленд      | Од 9. до 16. августа            | 8 000           |
| 2018   | Париз         | Од 4. до 12. августа            | 10 317          |
| 2022   | Хонгконг      | Од 4. до 12. августа            | Следећи домаћин |
| 2026   | Валенција     |                                 |                 |